# Coco (trilha sonora)
Coco (Original Motion Picture Soundtrack) é a trilha sonora do filme de animação de 2017 da Pixar Animation Studios e distribuído pela Walt Disney Studios Motion Pictures, Coco. A trilha sonora foi lançada pela Walt Disney Records em 10 de novembro de 2017 nos formatos de CD e download digital. Possui canções escritas por Kristen Anderson-Lopez, Robert Lopez, Germaine Franco, Michael Giacchino e Adrian Molina.
"Remember Me", música-tema do filme, venceu prêmios como o Óscar de melhor canção original e o Critics' Choice Movie Awards de melhor música,, foi indicada ao Globo de Ouro de melhor canção original e ao Houston Film Critics Society de melhor canção original, além de ganhar o Phoenix Film Critics Society Awards de melhor música. Michael Giacchino ganhou o Hollywood Music in Media Awards de melhor instrumental original para um filme de animação, também sendo indicado ao Washington D.C. Area Film Critics Association de melhor instrumental original. Giacchino, Kristen Anderson-Lopez, Robert Lopez, Germaine Franco e Adrian Molina venceram o Annie Award de melhor música em um filme de animação. Uma versão em duo de "Remember Me" com Miguel & Natalia Lafourcade foi lançada para divulgação do filme.

## Lista de faixas
Todas as músicas compostas por Michael Giacchino, exceto onde estão indicados os demais artistas.
| N.º            | Título                            | Compositor(es)                                      | Intérprete(s)                                    | Duração |  |
| 1.             | "Remember Me"                     | Kristen Anderson-Lopez & Robert Lopez               | Benjamin Bratt                                   | 1:49    |  |
| 2.             | "Much Needed Advice"              | Germaine Franco, Michael Giacchino, & Adrian Molina | Bratt & Antonio Sol                              | 1:46    |  |
| 3.             | "Everyone Knows Juanita"          | Franco & Molina                                     | Gael García Bernal                               | 1:15    |  |
| 4.             | "Un Poco Loco"                    | Franco & Molina                                     | Bernal & Anthony Gonzalez                        | 1:52    |  |
| 5.             | "Jálale (Instrumental)"           | Holger Beier, Pat Beier, & Camilo Lara              | Mexican Institute of Sound                       | 2:55    |  |
| 6.             | "The World Es Mi Familia"         | Franco & Molina                                     | Gonzalez & Sol                                   | 0:51    |  |
| 7.             | "Remember Me (Lullaby)"           | Anderson-Lopez & Lopez                              | Bernal, Gabriella Flores & Libertad García Fonzi | 1:10    |  |
| 8.             | "La Llorona"                      | Traditional                                         | Sol & Alanna Ubach                               | 2:46    |  |
| 9.             | "Remember Me (Reunion)"           | Anderson-Lopez & Lopez                              | Gonzalez & Ana Ofelia Murguía                    | 1:14    |  |
| 10.            | "Proud Corazón"                   | Franco & Molina                                     | Gonzalez                                         | 2:04    |  |
| 11.            | "Remember Me (Dúo)"               | Anderson-Lopez & Lopez                              | Miguel & Natalia Lafourcade                      | 2:44    |  |
| 12.            | "Will He Shoemaker?"              |                                                     | Michael Giacchino                                | 3:18    |  |
| 13.            | "Shrine and Dash"                 |                                                     | Giacchino                                        | 1:24    |  |
| 14.            | "Miguel's Got an Axe to Find"     |                                                     | Giacchino                                        | 1:17    |  |
| 15.            | "The Strum of Destiny"            |                                                     | Giacchino                                        | 1:10    |  |
| 16.            | "It's All Relative"               |                                                     | Giacchino                                        | 2:38    |  |
| 17.            | "Crossing the Marigold Bridge"    |                                                     | Giacchino                                        | 1:49    |  |
| 18.            | "Dept. of Family Reunions"        |                                                     | Giacchino                                        | 2:45    |  |
| 19.            | "The Skeleton Key to Escape"      |                                                     | Giacchino                                        | 1:10    |  |
| 20.            | "The Newbie Skeleton Walk"        |                                                     | Giacchino                                        | 1:08    |  |
| 21.            | "Adiós Chicharrón"                |                                                     | Giacchino                                        | 1:45    |  |
| 22.            | "Plaza de la Cruz"                |                                                     | Giacchino                                        | 0:21    |  |
| 23.            | "Family Doubtings"                |                                                     | Giacchino                                        | 2:24    |  |
| 24.            | "Taking Sides"                    |                                                     | Giacchino                                        | 0:57    |  |
| 25.            | "Fiesta Espactacular"             |                                                     | Giacchino                                        | 0:56    |  |
| 26.            | "Fiesta con de la Cruz"           |                                                     | Giacchino                                        | 2:33    |  |
| 27.            | "I Have a Great-Great-Grandson"   |                                                     | Giacchino                                        | 1:15    |  |
| 28.            | "A Blessing and a Fessing"        |                                                     | Giacchino                                        | 4:45    |  |
| 29.            | "Cave Dwelling on the Past"       |                                                     | Giacchino                                        | 2:22    |  |
| 30.            | "Somos Familia"                   |                                                     | Giacchino                                        | 2:21    |  |
| 31.            | "Reunión Familiar de Rivera"      |                                                     | Giacchino                                        | 3:04    |  |
| 32.            | "A Family Dysfunction"            |                                                     | Giacchino                                        | 2:00    |  |
| 33.            | "Grabbing a Photo Opportunity"    |                                                     | Giacchino                                        | 1:47    |  |
| 34.            | "The Show Must Go On"             |                                                     | Giacchino                                        | 2:32    |  |
| 35.            | "For Whom the Bell Tolls"         |                                                     | Giacchino                                        | 2:02    |  |
| 36.            | "A Run for the Ages"              |                                                     | Giacchino                                        | 1:50    |  |
| 37.            | "One Year Later"                  |                                                     | Giacchino                                        | 1:00    |  |
| 38.            | "Coco – Día de los Muertos Suite" |                                                     | Giacchino                                        | 5:47    |  |
| Duração total: | Duração total:                    | Duração total:                                      | Duração total:                                   | 1:18:17 |  |

## Edição em espanhol
A trilha sonora original em espanhol foi lançada com dois discos: um para toda a trilha instrumental e outra para as músicas originais do filme acompanhadas de canções inspiradas pelo filme interpretadas por artistas mexicanos.
| Banda Sonora Original (Disco 1) |                                                     |                                                     |                                            |         |  |
| N.º                             | Título                                              | Compositor(es)                                      | Intérprete(s)                              | Duração |  |
| 1.                              | "Recuérdame (Interpretada por Ernesto De la Cruz)"  | Kristen Anderson-Lopez & Robert Lopez               | Marco Antonio Solís                        | 1:49    |  |
| 2.                              | "Dueto a Través del Tiempo"                         | Germaine Franco, Michael Giacchino, & Adrian Molina | Solís                                      | 1:45    |  |
| 3.                              | "Juanita"                                           | Franco & Molina                                     | Gael García Bernal                         | 1:15    |  |
| 4.                              | "Un Poco Loco"                                      | Franco & Molina                                     | García Bernal & Luis Ángel Gómez Jaramillo | 1:52    |  |
| 5.                              | "Jálale (Instrumental)"                             | Holger Beier, Pat Beier & Camilo Lara               | Mexican Institute of Sound                 | 2:54    |  |
| 6.                              | "El Mundo es mi Familia"                            | Franco & Molina                                     | Gómez Jaramillo & Solís                    | 0:50    |  |
| 7.                              | "Recuérdame (Arrullo)"                              | Anderson-Lopez & Lopez                              | García Bernal & Lucy Hernández             | 1:09    |  |
| 8.                              | "La Llorona"                                        | Traditional                                         | Solís & Angélica Vale                      | 2:45    |  |
| 9.                              | "Recuérdame (Reencuentro)"                          | Anderson-Lopez & Lopez                              | Rocío Garcel & Gómez Jaramillo             | 1:13    |  |
| 10.                             | "El Latido de mi Corazón"                           | Franco & Molina                                     | Gómez Jaramillo                            | 2:01    |  |
| 11.                             | "Recuérdame"                                        | Anderson-Lopez & Lopez                              | Carlos Rivera                              | 2:43    |  |
| 12.                             | "Remember Me (Dúo)"                                 | Anderson-Lopez & Lopez                              | Natalia Lafourcade & Miguel                | 2:44    |  |
| 13.                             | "El corrido de Miguel Rivera (Inspirado en "Coco")" |                                                     | Grupo Bronco                               | 3:57    |  |
| 14.                             | "La bikina (Inspirado en "Coco")"                   | Rubén Fuentes                                       | Karol Sevilla                              | 2:56    |  |
| 15.                             | "Bésame mucho (Inspirado en "Coco")"                | Consuelo Velázquez                                  | Jorge Blanco                               | 2:57    |  |
| 16.                             | "Un mundo raro (Inspirado en "Coco")"               |                                                     | La Santa Cecilia                           | 3:27    |  |
| 17.                             | "Recuérdame (Solo) (Inspirado en "Coco")"           | Anderson-Lopez & Lopez                              | Lafourcade                                 | 2:43    |  |

Todas as músicas compostas por Michael Giacchino.
| Banda Sonora Original (Disco 2) |                                   |         |  |
| N.º                             | Título                            | Duração |  |
| 1.                              | "Will He Shoemaker?"              | 3:18    |  |
| 2.                              | "Shrine and Dash"                 | 1:24    |  |
| 3.                              | "Miguel's Got an Axe to Find"     | 1:17    |  |
| 4.                              | "The Strum of Destiny"            | 1:10    |  |
| 5.                              | "It's All Relative"               | 2:38    |  |
| 6.                              | "Crossing the Marigold Bridge"    | 1:49    |  |
| 7.                              | "Dept. of Family Reunions"        | 2:45    |  |
| 8.                              | "The Skeleton Key to Escape"      | 1:10    |  |
| 9.                              | "The Newbie Skeleton Walk"        | 1:08    |  |
| 10.                             | "Adiós Chicharrón"                | 1:45    |  |
| 11.                             | "Plaza de la Cruz"                | 0:21    |  |
| 12.                             | "Family Doubtings"                | 2:24    |  |
| 13.                             | "Taking Sides"                    | 0:57    |  |
| 14.                             | "Fiesta Espactacular"             | 0:56    |  |
| 15.                             | "Fiesta con de la Cruz"           | 2:33    |  |
| 16.                             | "I Have a Great-Great-Grandson"   | 1:15    |  |
| 17.                             | "A Blessing and a Fessing"        | 4:45    |  |
| 18.                             | "Cave Dwelling on the Past"       | 2:22    |  |
| 19.                             | "Somos Familia"                   | 2:21    |  |
| 20.                             | "Reunión Familiar de Rivera"      | 3:04    |  |
| 21.                             | "A Family Dysfunction"            | 2:00    |  |
| 22.                             | "Grabbing a Photo Opportunity"    | 1:47    |  |
| 23.                             | "The Show Must Go On"             | 2:32    |  |
| 24.                             | "For Whom the Bell Tolls"         | 2:02    |  |
| 25.                             | "A Run for the Ages"              | 1:50    |  |
| 26.                             | "One Year Later"                  | 1:00    |  |
| 27.                             | "Coco – Día de los Muertos Suite" | 5:47    |  |

## Edição brasileira
Viva - A Vida é uma Festa (Trilha Sonora Original em Português) é a versão brasileira da trilha sonora do filme Coco. Foi lançado no Brasil nos formatos de download digital e streaming em 29 de dezembro de 2017. O CD foi lançado em 12 de janeiro de 2018. As faixas instrumentais "Cave Dwelling on the Past", "The Show Must Go On" e "A Run for the Ages" ficaram de fora da versão física do álbum. Na edição brasileira está inclusa duas versões até então inéditas, da música-tema do filme, "Lembre de Mim", uma interpretada pelo cantor Rogério Flausino e outra interpretada pelo ator e cantor Filipe Bragança. A versão de "Lembre de Mim" com Rogério Flausino ganhou um videoclipe para contribuir na divulgação do filme, sendo lançado em 4 de janeiro de 2018, mesma data do lançamento do filme no Brasil. Mariana Elisabetsky foi responsável pela adaptação musical para o português brasileiro enquanto Nandu Valverde foi o diretor musical.

### Lista de faixas
Todas as músicas compostas por Michael Giacchino, exceto onde estão indicados os demais artistas.
| Viva - A Vida é uma Festa (Trilha Sonora Original em Português) – Edição digital |                                                       |                                                     |                                 |         |  |
| N.º                                                                              | Título                                                | Compositor(es)                                      | Intérprete(s)                   | Duração |  |
| 1.                                                                               | "Lembre de Mim (Interpretada por Ernesto De La Cruz)" | Kristen Anderson-Lopez & Robert Lopez               | Nando Pradho                    | 1:49    |  |
| 2.                                                                               | "Um Bom Conselho"                                     | Germaine Franco, Michael Giacchino, & Adrian Molina | Pradho                          | 1:45    |  |
| 3.                                                                               | "Nunca Esqueci Juanita"                               | Franco & Molina                                     | Leandro Luna                    | 1:15    |  |
| 4.                                                                               | "Un Poco Loco"                                        | Franco & Molina                                     | Arthur Salerno & Luna           | 1:52    |  |
| 5.                                                                               | "Jálale (Instrumental)"                               | Holger Beier, Pat Beier & Camilo Lara               | Mexican Institute of Sound      | 2:54    |  |
| 6.                                                                               | "O Mundo es mi Familia"                               | Franco & Molina                                     | Salerno & Pradho                | 0:50    |  |
| 7.                                                                               | "Lembre de Mim (Canção de Ninar)"                     | Anderson-Lopez & Lopez                              | Luna & Mia Elisabetsky          | 1:09    |  |
| 8.                                                                               | "Chorona"                                             | Traditional                                         | Adriana Quadros & Pradho        | 2:45    |  |
| 9.                                                                               | "Lembre de Mim (Reencontro)"                          | Anderson-Lopez & Lopez                              | Salerno & Maria do Carmo Soares | 1:13    |  |
| 10.                                                                              | "Harmonia do Meu Coração"                             | Franco & Molina                                     | Salerno                         | 2:03    |  |
| 11.                                                                              | "Lembre de Mim (Versão Rogério Flausino)"             | Anderson-Lopez & Lopez                              | Rogério Flausino                | 2:20    |  |
| 12.                                                                              | "Lembre de Mim (Versão Filipe Bragança)"              | Anderson-Lopez & Lopez                              | Filipe Bragança                 | 2:20    |  |
| 13.                                                                              | "Remember Me (Dúo)"                                   | Anderson-Lopez & Lopez                              | Miguel & Natalia Lafourcade     | 2:44    |  |
| 14.                                                                              | "Will He Shoemaker?"                                  |                                                     | Giacchino                       | 3:18    |  |
| 15.                                                                              | "Shrine and Dash"                                     |                                                     | Giacchino                       | 1:24    |  |
| 16.                                                                              | "Miguel's Got an Axe to Find"                         |                                                     | Giacchino                       | 1:17    |  |
| 17.                                                                              | "The Strum of Destiny"                                |                                                     | Giacchino                       | 1:10    |  |
| 18.                                                                              | "It's All Relative"                                   |                                                     | Giacchino                       | 2:38    |  |
| 19.                                                                              | "Crossing the Marigold Bridge"                        |                                                     | Giacchino                       | 1:49    |  |
| 20.                                                                              | "Dept. of Family Reunions"                            |                                                     | Giacchino                       | 2:45    |  |
| 21.                                                                              | "The Skeleton Key to Escape"                          |                                                     | Giacchino                       | 1:10    |  |
| 22.                                                                              | "The Newbie Skeleton Walk"                            |                                                     | Giacchino                       | 1:08    |  |
| 23.                                                                              | "Adiós Chicharrón"                                    |                                                     | Giacchino                       | 1:45    |  |
| 24.                                                                              | "Plaza de La Cruz"                                    |                                                     | Giacchino                       | 0:21    |  |
| 25.                                                                              | "Family Doubtings"                                    |                                                     | Giacchino                       | 2:24    |  |
| 26.                                                                              | "Taking Sides"                                        |                                                     | Giacchino                       | 0:57    |  |
| 27.                                                                              | "Fiesta Espactacular"                                 |                                                     | Giacchino                       | 0:56    |  |
| 28.                                                                              | "Fiesta con de La Cruz"                               |                                                     | Giacchino                       | 2:33    |  |
| 29.                                                                              | "I Have a Great-Great-Grandson"                       |                                                     | Giacchino                       | 1:15    |  |
| 30.                                                                              | "A Blessing and a Fessing"                            |                                                     | Giacchino                       | 4:45    |  |
| 31.                                                                              | "Cave Dwelling on the Past"                           |                                                     | Giacchino                       | 2:22    |  |
| 32.                                                                              | "Somos Familia"                                       |                                                     | Giacchino                       | 2:21    |  |
| 33.                                                                              | "Reunión Familiar de Rivera"                          |                                                     | Giacchino                       | 3:04    |  |
| 34.                                                                              | "A Family Dysfunction"                                |                                                     | Giacchino                       | 2:00    |  |
| 35.                                                                              | "Grabbing a Photo Opportunity"                        |                                                     | Giacchino                       | 1:47    |  |
| 36.                                                                              | "The Show Must Go On"                                 |                                                     | Giacchino                       | 2:32    |  |
| 37.                                                                              | "For Whom the Bell Tolls"                             |                                                     | Giacchino                       | 2:02    |  |
| 38.                                                                              | "A Run for the Ages"                                  |                                                     | Giacchino                       | 1:50    |  |
| 39.                                                                              | "One Year Later"                                      |                                                     | Giacchino                       | 1:00    |  |
| 40.                                                                              | "Coco – Día de los Muertos Suite"                     |                                                     | Giacchino                       | 5:47    |  |

Todas as músicas compostas por Michael Giacchino, exceto onde estão indicados os demais artistas.
| Viva - A Vida é uma Festa (Trilha Sonora Original em Português) – Edição física |                                                       |                                                     |                                 |         |  |
| N.º                                                                             | Título                                                | Compositor(es)                                      | Intérprete(s)                   | Duração |  |
| 1.                                                                              | "Lembre de Mim (Interpretada por Ernesto De la Cruz)" | Kristen Anderson-Lopez & Robert Lopez               | Nando Pradho                    | 1:49    |  |
| 2.                                                                              | "Um Bom Conselho"                                     | Germaine Franco, Michael Giacchino, & Adrian Molina | Pradho                          | 1:45    |  |
| 3.                                                                              | "Nunca Esqueci Juanita"                               | Franco & Molina                                     | Leandro Luna                    | 1:15    |  |
| 4.                                                                              | "Un Poco Loco"                                        | Franco & Molina                                     | Arthur Salerno & Luna           | 1:52    |  |
| 5.                                                                              | "Jálale (Instrumental)"                               | Holger Beier, Pat Beier & Camilo Lara               | Mexican Institute of Sound      | 2:54    |  |
| 6.                                                                              | "O Mundo es mi Familia"                               | Franco & Molina                                     | Salerno & Pradho                | 0:50    |  |
| 7.                                                                              | "Lembre de Mim (Canção de Ninar)"                     | Anderson-Lopez & Lopez                              | Luna & Mia Elisabetsky          | 1:09    |  |
| 8.                                                                              | "Chorona"                                             | Traditional                                         | Adriana Quadros & Pradho        | 2:45    |  |
| 9.                                                                              | "Lembre de Mim (Reencontro)"                          | Anderson-Lopez & Lopez                              | Salerno & Maria do Carmo Soares | 1:13    |  |
| 10.                                                                             | "Harmonia do Meu Coração"                             | Franco & Molina                                     | Salerno                         | 2:03    |  |
| 11.                                                                             | "Lembre de Mim (Versão Rogério Flausino)"             | Anderson-Lopez & Lopez                              | Rogério Flausino                | 2:20    |  |
| 12.                                                                             | "Lembre de Mim (Versão Filipe Bragança)"              | Anderson-Lopez & Lopez                              | Filipe Bragança                 | 2:20    |  |
| 13.                                                                             | "Remember Me (Dúo)"                                   | Anderson-Lopez & Lopez                              | Miguel & Natalia Lafourcade     | 2:44    |  |
| 14.                                                                             | "Will He Shoemaker?"                                  |                                                     | Giacchino                       | 3:18    |  |
| 15.                                                                             | "Shrine and Dash"                                     |                                                     | Giacchino                       | 1:24    |  |
| 16.                                                                             | "Miguel's Got an Axe to Find"                         |                                                     | Giacchino                       | 1:17    |  |
| 17.                                                                             | "The Strum of Destiny"                                |                                                     | Giacchino                       | 1:10    |  |
| 18.                                                                             | "It's All Relative"                                   |                                                     | Giacchino                       | 2:38    |  |
| 19.                                                                             | "Crossing the Marigold Bridge"                        |                                                     | Giacchino                       | 1:49    |  |
| 20.                                                                             | "Dept. of Family Reunions"                            |                                                     | Giacchino                       | 2:45    |  |
| 21.                                                                             | "The Skeleton Key to Escape"                          |                                                     | Giacchino                       | 1:10    |  |
| 22.                                                                             | "The Newbie Skeleton Walk"                            |                                                     | Giacchino                       | 1:08    |  |
| 23.                                                                             | "Adiós Chicharrón"                                    |                                                     | Giacchino                       | 1:45    |  |
| 24.                                                                             | "Plaza de la Cruz"                                    |                                                     | Giacchino                       | 0:21    |  |
| 25.                                                                             | "Family Doubtings"                                    |                                                     | Giacchino                       | 2:24    |  |
| 26.                                                                             | "Taking Sides"                                        |                                                     | Giacchino                       | 0:57    |  |
| 27.                                                                             | "Fiesta Espactacular"                                 |                                                     | Giacchino                       | 0:56    |  |
| 28.                                                                             | "Fiesta con de la Cruz"                               |                                                     | Giacchino                       | 2:33    |  |
| 29.                                                                             | "I Have a Great-Great-Grandson"                       |                                                     | Giacchino                       | 1:15    |  |
| 30.                                                                             | "A Blessing and a Fessing"                            |                                                     | Giacchino                       | 4:45    |  |
| 31.                                                                             | "Somos Familia"                                       |                                                     | Giacchino                       | 2:21    |  |
| 32.                                                                             | "Reunión Familiar de Rivera"                          |                                                     | Giacchino                       | 3:04    |  |
| 33.                                                                             | "A Family Dysfunction"                                |                                                     | Giacchino                       | 2:00    |  |
| 34.                                                                             | "Grabbing a Photo Opportunity"                        |                                                     | Giacchino                       | 1:47    |  |
| 35.                                                                             | "For Whom the Bell Tolls"                             |                                                     | Giacchino                       | 2:02    |  |
| 36.                                                                             | "One Year Later"                                      |                                                     | Giacchino                       | 1:00    |  |
| 37.                                                                             | "Coco – Día de los Muertos Suite"                     |                                                     | Giacchino                       | 5:47    |  |

### Coro
Créditos retirados do encarte do álbum "Viva - A Vida é uma Festa (Trilha Sonora Original em Português)".
- Amélia Gumes
- Andressa Andreatto
- Clayton Feltran
- Fred Silveira
- Gabriela Milani
- Ítalo Luiz
- Luciana Peolli
- Pedro Caetano
- Ricardo Fábio
- Simone Luiz
- Tarsila Amorim
- Thiago Machado

## Edição portuguesa
A trilha sonora original de Coco em português foi lançada em Portugal em 17 de novembro de 2017.
Todas as músicas compostas por Michael Giacchino, exceto onde estão indicados os demais artistas.
| Banda Sonora Original em Português |                                         |                                                     |                               |         |  |
| N.º                                | Título                                  | Compositor(es)                                      | Intérprete(s)                 | Duração |  |
| 1.                                 | "Lembra-te de Mim (Ernesto de la Cruz)" | Kristen Anderson-Lopez & Robert Lopez               | Mário Redondo                 | 1:49    |  |
| 2.                                 | "Conselho Muito Necessário"             | Germaine Franco, Michael Giacchino, & Adrian Molina | Redondo                       | 1:45    |  |
| 3.                                 | "Quem Não Conhece a Juanita?"           | Franco & Molina                                     | Pedro Leitão                  | 1:15    |  |
| 4.                                 | "Un Poco Loco"                          | Franco & Molina                                     | Joao Pedro Gonçalves & Leitão | 1:52    |  |
| 5.                                 | "Jálale (Instrumental)"                 | Holger Beier, Pat Beier & Camilo Lara               | Mexican Institute of Sound    | 2:54    |  |
| 6.                                 | "O Mundo es Mi Família"                 | Franco & Molina                                     | Gonçalves & Redondo           | 0:50    |  |
| 7.                                 | "Lembra-te de Mim (Canção de Embalar)"  | Anderson-Lopez & Lopez                              | Leitão & Maria Galante        | 1:09    |  |
| 8.                                 | "La Llorona"                            | Traditional                                         | Alanna Ubach & Antonio Sol    | 2:45    |  |
| 9.                                 | "Lembra-te de Mim (Reunião)"            | Anderson-Lopez & Lopez                              | Gonçalves & Ermelinda Duarte  | 1:13    |  |
| 10.                                | "Pulsar do Meu Corazón"                 | Franco & Molina                                     | Gonçalves                     | 2:03    |  |
| 11.                                | "Remember Me (Dúo)"                     | Anderson-Lopez & Lopez                              | Miguel & Natalia Lafourcade   | 2:44    |  |
| 12.                                | "Will He Shoemaker?"                    |                                                     |                               | 3:18    |  |
| 13.                                | "Shrine and Dash"                       |                                                     |                               | 1:24    |  |
| 14.                                | "Miguel's Got an Axe to Find"           |                                                     |                               | 1:17    |  |
| 15.                                | "The Strum of Destiny"                  |                                                     |                               | 1:10    |  |
| 16.                                | "It's All Relative"                     |                                                     |                               | 2:38    |  |
| 17.                                | "Crossing the Marigold Bridge"          |                                                     |                               | 1:49    |  |
| 18.                                | "Dept. of Family Reunions"              |                                                     |                               | 2:45    |  |
| 19.                                | "The Skeleton Key to Escape"            |                                                     |                               | 1:10    |  |
| 20.                                | "The Newbie Skeleton Walk"              |                                                     |                               | 1:08    |  |
| 21.                                | "Adiós Chicharrón"                      |                                                     |                               | 1:45    |  |
| 22.                                | "Plaza de la Cruz"                      |                                                     |                               | 0:21    |  |
| 23.                                | "Family Doubtings"                      |                                                     |                               | 2:24    |  |
| 24.                                | "Taking Sides"                          |                                                     |                               | 0:57    |  |
| 25.                                | "Fiesta Espactacular"                   |                                                     |                               | 0:56    |  |
| 26.                                | "Fiesta con de la Cruz"                 |                                                     |                               | 2:33    |  |
| 27.                                | "I Have a Great-Great-Grandson"         |                                                     |                               | 1:15    |  |
| 28.                                | "A Blessing and a Fessing"              |                                                     |                               | 4:45    |  |
| 29.                                | "Cave Dwelling on the Past"             |                                                     |                               | 2:22    |  |
| 30.                                | "Somos Familia"                         |                                                     |                               | 2:21    |  |
| 31.                                | "Reunión Familiar de Rivera"            |                                                     |                               | 3:04    |  |
| 32.                                | "A Family Dysfunction"                  |                                                     |                               | 2:00    |  |
| 33.                                | "Grabbing a Photo Opportunity"          |                                                     |                               | 1:47    |  |
| 34.                                | "The Show Must Go On"                   |                                                     |                               | 2:32    |  |
| 35.                                | "For Whom the Bell Tolls"               |                                                     |                               | 2:02    |  |
| 36.                                | "A Run for the Ages"                    |                                                     |                               | 1:50    |  |
| 37.                                | "One Year Later"                        |                                                     |                               | 1:00    |  |
| 38.                                | "Coco – Día de los Muertos Suite"       |                                                     |                               | 5:47    |  |

## Desempenho nas tabelas musicais

### Tabelas semanais
| Paradas musicais (2017–2018)                 | Melhor posição |
| -------------------------------------------- | -------------- |
| Bélgica Ultratop de Flandres                 | 139            |
| Bélgica Ultratop de Valônia                  | 77             |
| Espanha (PROMUSICAE)                         | 49             |
| Estados Unidos Billboard 200                 | 55             |
| Estados Unidos Kid Albums (Billboard)        | 1              |
| Estados Unidos Soundtrack Albums (Billboard) | 3              |
| Reino Unido Soundtrack Albums (OCC)          | 36             |